# 13339 Williamsmith
13339 Williamsmith este o planetă minoră (asteroid), cu un diametru de 7,675 km, din centura de asteroizi. A fost descoperită pe 26 septembrie 1998 la Magdalena Ridge Observatory⁠(d) de Lincoln Near-Earth Asteroid Research. 
Obiectul prezintă o orbită caracterizată de o semiaxă mare de 2,9669444 UAi, o excentricitate de 0,01, o înclinație de 10,36584 ° în raport cu ecliptica.